# 위열공김취려의묘
위열공김취려의묘(威烈公金就礪의墓)는 울산광역시 울주군 언양읍에 있는 무덤이다. 1997년 10월 9일 울산광역시의 기념물 제7호로 지정되었다.

## 개요
김취려(?~1234)는 언양현 사람으로 아버지인 김부는 예부시랑(禮部侍郞)을 지냈다. 그는 1216년(고려 고종 3)부터 1219년(고종 6)까지 거란군의 여러 차례 공격을 물리쳐 나라를 어려움에서 구하였다. 당시 13세기 동아시아의 정세는 몽골이 크게 흥기하고 있었으며, 거란 역시 몽골의 공격을 받아 1216년 압록강을 건너 고려의 북방지역으로 밀려오게 되었다. 이때 김취려는 대장군으로 조양진(평안남도 개천시 조양)에서 거란군을 물리쳤고, 연주(평안북도 영변군)에서도 거란군의 포위를 돌파하였다. 이에 거란군은 청새진(淸塞鎭: 평안북도 희천)을 넘어 퇴거하였다. 이 전투에서 맏아들이 전사하였다.
1217년 다시 내려온 거란군을 방어하고, 1218년 병마사가 되어 서북면원수 조충(趙沖)과 함께 거란군을 강동성(江東城)으로 쫓아냈으며, 이후 몽골군 및 동진국과 힘을 합쳐 강동성을 함락시켰다. 이후 고려시대의 최고 관직인 문하시중(門下侍中)까지 올랐으며, 위열공이라는 시호를 받았다. 언양읍에 위치한 그의 묘는 최근에 만든 대리석 제단, 석등, 새 문무신상이 있다. 묘비는 1670년(현종11) 후손인 김려와 언양현감이 세웠다.

## 같이 보기
- 김취려

## 참고 문헌
- 위열공김취려의묘 - 국가유산청 국가유산포털